# Epiplema enthearia
Epiplema enthearia är en fjärilsart som beskrevs av Swinhoe 1906. Epiplema enthearia ingår i släktet Epiplema och familjen Uraniidae. Inga underarter finns listade i Catalogue of Life.